# Endstation Mord (1992)
Endstation Mord (Originaltitel Le amiche del cuore) ist ein italienischer Film von Michele Placido aus dem Jahr 1992. In dem nach einem Drehbuch von Angelo Pasquini, Michele Placido und Roberto Nobile entstandenen Film spielten Asia Argento und Michele Placido die Hauptrollen.

## Handlung
Die drei Teenagerfreundinnen Simona, Morena und Claudia leben in den Vororten von Rom. Die drei Mädchen haben unterschiedliche Ziele. Während Claudia Schauspielerin werden will, macht Morena eine Ausbildung zur Krankenschwester und kümmert sich um ihre kranke Mutter. Die fünfzehnjährige Simona scheint ein normales Leben zu führen und lebt seit ihrer Trennung von ihrer Mutter mit ihrem Vater zusammen. Im Verlauf des Films wird jedoch klar, dass sie ein Opfer von Inzest ist.  Es erscheint ihr unmöglich, ihren Vater zu verlassen, bis sie eine Anstellung annimmt und sich in einen Kollegen verliebt. Dies erscheint ihr als Ausweg, bis ihr eifersüchtiger Vater davon erfährt.

## Produktion
In dem Film debütierte die damals achtzehnjährige Claudia Pandolfi.
Endstation Mord feierte seine Premiere am 14. Mai 1992 in Italien. In Deutschland wurde der Film zuerst am 20. Juli 1995 auf Premiere gezeigt.

## Kritiken
Clarke Fountain meint, der Film zeige deutlich den Preis, den ein 15-jähriges Mädchen, das von ihrem Vater missbraucht wird, zu zahlen habe. Zudem verzichte er auf unangenehm explizite Szenen. Das Lexikon des internationalen Films sah ein „sensible[s] Drama über ein Tabuthema“, das durch seine „Fundierung in der sozialen Wirklichkeit“ und die Leistung der „jungen Hauptdarstellerinnen“ eindringlich werde.